# Блестиум
Бле́стиум (также Бле́стио, лат. Blestium или Blestio согласно Итинерарию Антонина, Iter XIII) — небольшой форт и центр производства железа в римской провинции Britannia Superior, части Римской Британии. Он был отождествлен с местом, на котором позже вырос город Монмут на юго-востоке Уэльса, что расположен у слияния реки Монноу с рекой Уай.

## История и остатки
Ссылка на Блестио в Итинерарии Антонина является единственным упоминанием поселения в римских источниках. Форт был расположен на дороге между Карлеоном (Isca Silurum) и Силчестером (Calleva Atrebatum), на полпути между фортом в Уске (Burrium) и центром чугунного производства Ariconium, предположительно, Weston under Penyard рядом Росс-он-Уай. Предполагается, что название может происходить от греческого слова βλαστος, что означает «ответвление».
В настоящее время общепризнано, что войска Нерона или дофлавианские войска создали в Монмуте военный форт, возможно, до 55 г. н. э., что делает его самой ранней римской крепостью в Уэльсе. Вероятно, форт был основан или Публием Осторием Скапулой, или его преемником, Aulus Didius Gallus, в период первых побед римлян над силурами на юго-востоке Уэльса. Захватчики создали ряд вспомогательных фортов вдоль долины Монноу в центре Уэльса, а также продвинулись к Уску, где основали форт Burrium. Силуры вели успешную партизанскую войну против римлян тридцать лет, до того, пока не понесли поражение от сил, возглавляемых Секстом Юлием Фронтином. Форт Blestium, как полагают, размещал около 2000 солдат во время первоначальной кампании, а позже был сохранён как фортлет.
До недавнего времени в Монмуте было найдено не так много находок римского периода. Первый ров форта был обнаружен Археологическим обществом Монмута у Монноу-стрит, в центре города. Раскопки в 2010 году на площади Эджинкорт дали среди находок гончарные изделия и кости, которые, видимо, подтверждают существование форта. Существует немало доказательств железных работ в этой местности начиная с римского периода, что доказывает местная железная руда и уголь для выплавки, сделанный из местных лесов. Доказательства включают в себя очаги и отходы шлака, как в центре города, так и в области Овенмонноу. Камень здания, связанного с работами железного века, II—III веков, был раскопаны возле переправы через реку Монноу. В городе найдены монеты, датируемые III—IV веком, существование которых доказывает сохранение на этом месте гражданского поселения.

## Тропа культурного наследия Монмута
Доска с указанием расположения форта расположена на здании XVIII века банка Lloyds TSB на Монноу-стрит. Само это здание было спроектировано и, вероятно, построено Филипом Микинсом Хардвиком (Philip Meakins Hardwick), одним из основателей Monmouth Picnic Club, местным джентльменским клубом, отвечавшим за разработку и внешний вид зданий на Кимин (Kymin) в районе 1800 года. Здание стало домом городского чиновника, и виконт Нельсон и его окружение должны были проводить в нём время во время своего визита в город 19 августа 1802 года. Другим известным жителем этого города был архитектор Филипп Фишер, который жил в доме в то время, как проектировались улучшения в Шир Холла в 1720-е годы. Зданию присвоен статус II культурного наследия Великобритании. Всего в Тропу культурного наследия Монмута, помеченных подобными досками, включены 24 здания города.